# Serle
Serle település Olaszországban, Lombardia régióban, Brescia megyében. Lakosainak száma 3081 fő (2023. január 1.). Serle Botticino, Caino, Nave, Nuvolento, Nuvolera, Paitone és Vallio Terme községekkel határos.

## Népesség
A település lakossága az elmúlt években az alábbi módon változott:
| Lakosok száma | 3021 | 3011 | 3081 |
|               | 2017 | 2018 | 2023 |